# Hesperidin
Hesperidin je flavonoidní glykosid nacházející se v citrusových plodech. Jeho aglykon se nazývá hesperetin. Název je odvozen od slova „Hesperidium“, pro plody druhů rodu Citrus.
Hesperidin byl poprvé izolován v roce 1828 francouzským chemikem Lebretonem z bílé vnitřní vrstvy citrusových slupek (mesocarp, albedo).
O hesperidinu se předpokládá, že hraje roli v obraně rostlin.

## Výskyt
v čeledi Rutaceae
- 700–2500 ppm v pomerančích Citrus sinensis (sladkých) i Citrus aurantium L ("hořkých"). [3]
- v citronech[4]
- v limetkách[4]
- v Zanthoxylum gilletii[5]
- v listech Agathosma serratifolia

v čeledi Lamiaceae
Máta peprná (Mentha piperita) také obsahuje hesperidin.

## Metabolismus
Hesperidin 6-O-alpha-L-rhamnosyl-beta-D-glucosidase je enzym, metabolizuje hesperidin a H2O na hesperetin a rutinosu. Nalézá se v hyphomycetes druhu Stilbella fimetaria.

## Výzkum
Jako flavanon nacházející se v citrusových plodech (pomeranče, citrony, pomelo), hesperidin je zkoumán pro možné biologické účinky. Jedna z oblastí výzkumu je zaměřena na potenciální chemopreventivní působení hesperidinu,, ale není prokázáno, že by hesperidin hrál tuto roli v mechanismech lidské rakoviny.